# 11255 Fujiiekio
11255 Fujiiekio è un asteroide della fascia principale. Scoperto nel 1977, presenta un'orbita caratterizzata da un semiasse maggiore pari a 3,1014937 au e da un'eccentricità di 0,1482816, inclinata di 2,55098° rispetto all'eclittica.
L'asteroide è dedicato all'astronomo amatoriale giapponese Fujii Ekio.